# Mise au tombeau de Saint-Caradec
Pour les articles homonymes, voir La Mise au tombeau.

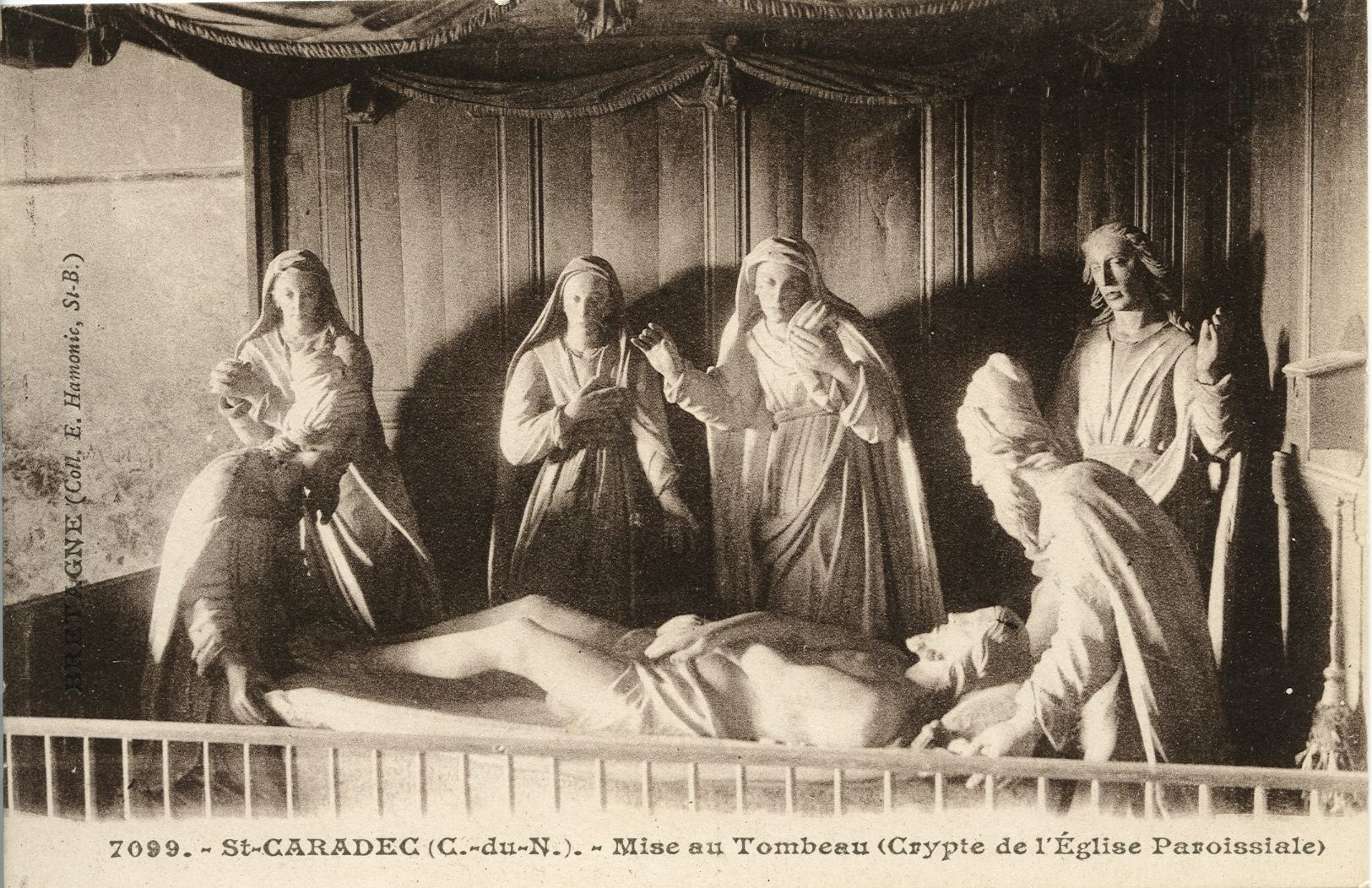
Mise au tombeau du Christ à Saint-Caradec

La mise au tombeau de l'église Saint-Caradec à Saint-Caradec, une commune du département des Côtes-d'Armor dans la région Bretagne en France, datent du XVIIe siècle (?). La mise au tombeau en bois polychrome est classée monuments historiques au titre d'objet depuis le 27 février 1926.
Le groupe sculpté occupe la crypte, construite spécialement pour l'abriter. Il représente le dernier épisode de la Passion du Christ. 
On y reconnaît, réunis autour du corps du Christ, Joseph d'Arimathie, saint Jean, la Vierge, Marie de Magdala et Nicodème.